# Конституція I року

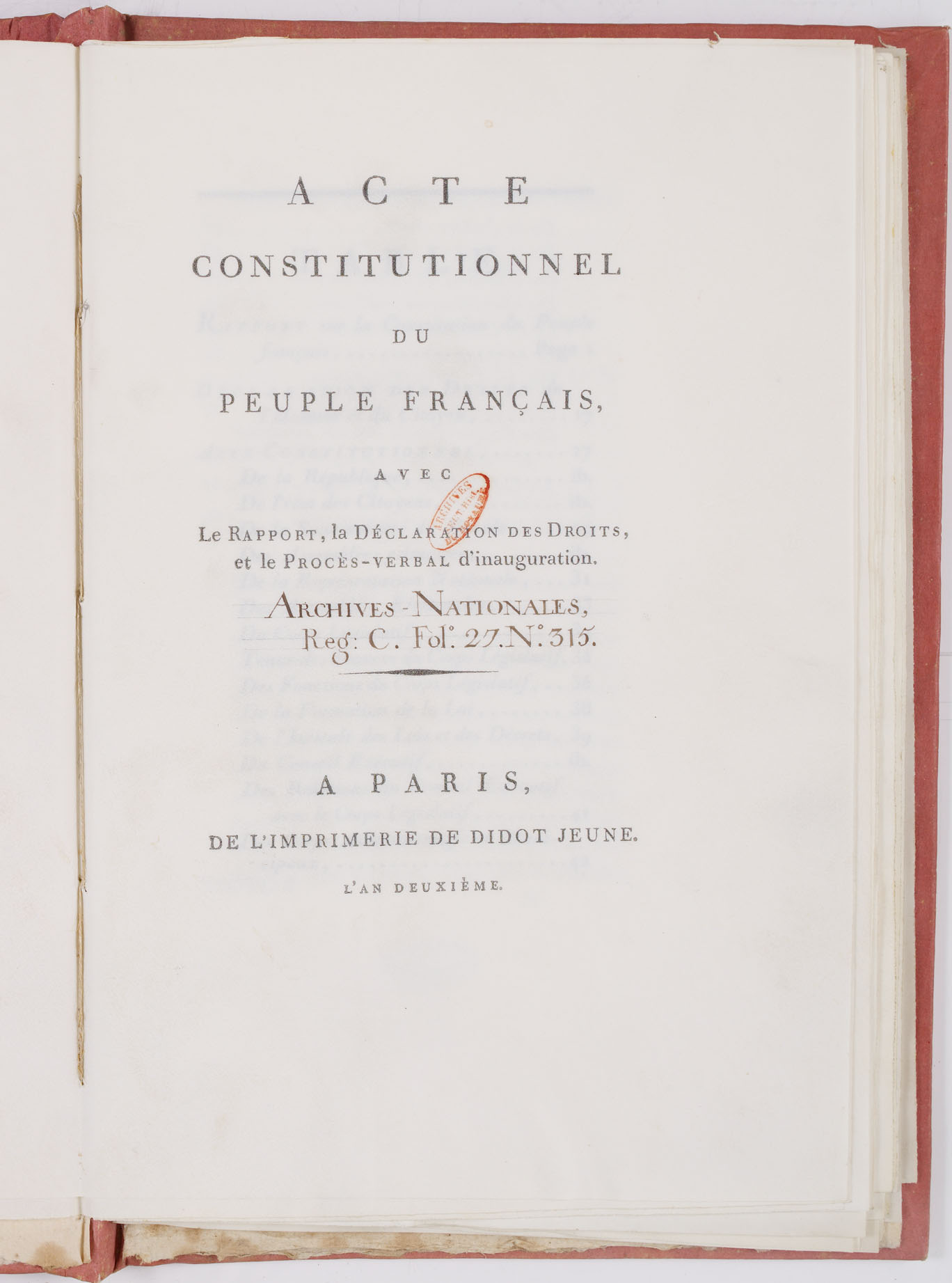
Конституція I року

Конституція I року (фр. Constitution de l'an I) — французька конституція, прийнята Національним конвентом 24 червня 1793 року.
У порівнянні з конституцією 1791 року, якобінська конституція тільки з більшою силою наполягає на верховенстві нації та на праві опору, навіть непокори, у разі порушення урядом прав народу, і, подібно до жирондистського проєкту, містить у собі постанови про суспільну допомогу та громадську освіту.
Соціального ладу, встановленого конституцією 1791 року, якобінська конституція жодним чином не змінювала. Лише в політичному відношенні вона відрізняється більшим демократизмом: вибори стали прямими, ценз скасовано, вік виборців з 25 років знижено до 21 року. Законодавчі збори передбачалося обирати на рік, з правом видавати декрети і пропонувати закони: якщо протягом 40 днів з часу їхнього оприлюднення одна десята частина первинних зборів від половини загального числа департаментів плюс один не опротестує прийнятого законодавчими зборами проєкту закону, то останній стає законом; в іншому випадку збираються первинні збори, на яких народ може тільки вотувати «так» чи «ні».
Виконавча влада вручається комітету з 24 осіб, які призначаються законодавчим корпусом з-поміж кандидатів, представлених департаментськими зборами. Для перегляду конституції було необхідне тільки бажання однієї десятої частини первинних зборів від половини загального числа департаментів плюс один.

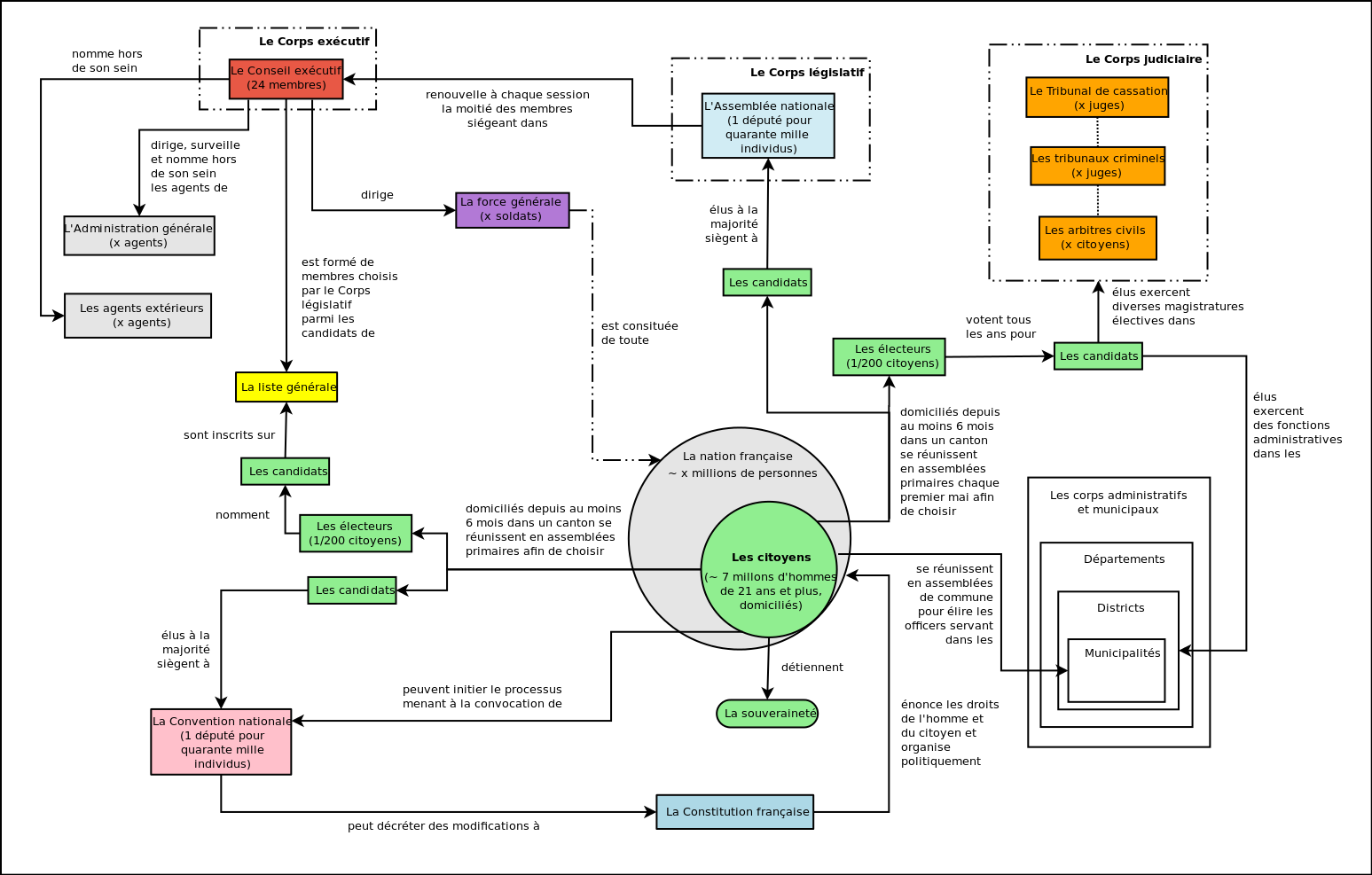
Схема організації державного управління за Конституцією I року